# Hooligans (film 1995)
Hooligans (I.D.) è un film del 1995 diretto da Philip Davis.

## Trama
Londra, 1995, John, poliziotto frustrato nelle sue aspirazioni di vita ma allo stesso tempo ambizioso, riceve l'incarico di infiltrarsi, insieme ad altri tre colleghi, tra i tifosi violenti, gli hooligans, della squadra dello Shadwell Town F.C.; i vertici di Scotland Yard sospettano infatti che vi siano delle connessioni tra la violenza che ruota intorno al mondo del calcio e la criminalità e l'estremismo politico e la loro missione consiste nello scoprire tali connivenze allo scopo di incriminare i responsabili non per violenza negli stadi ma per associazione per delinquere; la nuova squadra prende il posto di un'altra coppia di agenti che, scoperti, sono stati malmenati all'interno del "Rock", un pub, ritrovo abituale dei supporters della squadra, cui però il comandante dell'operazione ordina ai quattro di non recarvisi.
Dopo avere visionato i filmati degli scontri al "canile", così viene chiamato lo stadio dagli hooligans della squadra soprannominati "dogs", vengono identificati come possibili "capi" tre soggetti: David Daley, Paul Funnell e Mynton Mbula e su di loro si dovrà iniziare ad indagare; i quattro si dividono in due coppie e John, insieme al sergente Trevor, inizia a frequentare i pubs della zona alla ricerca dei tifosi e, dopo alcune serate infruttuose, incontrano alcuni supporters con i quali divideranno la successiva trasferta, dove avvengono piccole scaramucce con i tifosi avversari.
Nonostante le serate nei pubs e l'abituale frequentazione dello stadio durante le partite le indagini sembrano non approdare a nulla e John, dopo avere fatto la conoscenza di Martin, Nik e Gumbo, un gruppo di amici tifosi dello Shadwell, suggerisce di iniziare a frequentare il Rock per trovare quelle informazioni che fino a quel momento non sono state trovate. Al pub conosce Lynda, nipote del proprietario Bob, che lavora come barista e, facendosi passare insieme a Trevor per una coppia di imbianchini, comincia a prendere confidenza con il luogo durante il giorno in attesa di recarvisi il venerdì sera.
I mesi passano e John, che nel frattempo comincia ad "appassionarsi" a quel tipo di vita sregolato ed a dare i primi segni di indisciplina verso i superiori e di cambiamento di atteggiamento nei confronti della compagna Marie, anche lei agente di polizia, riesce ad inserirsi nell'ambiente, facendosi anche promotore di iniziative contro i tifosi delle squadre avversarie e riscuotendo la fiducia di Bob, personaggio violento ed abituale frequentatore delle carceri inglesi, ma, inspiegabilmente secondo i suoi colleghi, sembra non essere deciso a condurre l'indagine in modo appropriato ed eventualmente a denunciare i fatti di cui è a conoscenza.
La situazione degenera quando John, dopo una violenta lite con Marie, che non riesce più ad accettare i cambiamenti del compagno, e l'inizio di una relazione con Lynda, durante una rissa, accoltella un tifoso del Tyneburn causandone la morte. Egli viene coperto dai colleghi, i quali, con un mandato fasullo, sequestrano i filmati delle telecamere di sorveglianza del mercato dove si è svolto l'accaduto ma l'atmosfera è decisamente cambiata ed il suo comportamento sembra scivolare sempre più verso quello di chi viceversa egli dovrebbe reprimere.
La sera dopo John viene "chiamato" da Mynton il quale, dopo essersi complimentato con lui ed avergli offerto della droga, lo mette al corrente delle sue attività che solo superficialmente riguardano il calcio, utilizzato dalla criminalità come "copertura" per sviare l'attenzione dell'opinione pubblica, e lo invita a conoscere altre personalità come lui. John accetta ma al rientro alla base riceve la brutta notizia che l'operazione è sospesa, i quattro non dovranno più frequentare lo stadio e le persone e gli ambienti ad esso correlati e che i dati delle indagini fino a quel momento ottenuti dovranno passare all'autorità superiore il cui unico scopo sembra quello di chiudere il Rock.
Delusi e scontenti da come le cose sono andate i quattro si ritrovano un'ultima volta prima di abbandonare il caso ma John si rifiuta di accettare la fine pensando di continuare ad agire per suo conto ma Lynda, rivelandogli non solo di non amarlo ma di avere sempre saputo chi era, lo scaccia, considerandolo responsabile della chiusura del suo locale; a quel punto egli cerca di recuperare il suo rapporto con Marie recandosi ubriaco a casa dei suoi genitori dove nel frattempo la ragazza si è trasferita ma ne viene allontanato, così come viene sospeso dalla polizia nel momento in cui, incapace di tornare ad essere "uno dei tanti", si presenta ubriaco alla stazione di polizia e, dopo essersi visto in divisa allo specchio, lo fracassa insieme al suo armadietto.
Solo e sconfitto John cade definitivamente nel baratro dell'alcolismo e della tossicodipendenza fino a che Trevor, che nel frattempo ha rivelato a Gumbo, fermato per furto, di essere un poliziotto, mettendosi definitivamente alle spalle la vicenda, non lo vede, nelle vesti di naziskin, ad un corteo neonazista, nel quale sostiene di trovarsi per continuare la sua missione sotto copertura; Trevor resta allibito e lo vede proseguire sordo ai suoi richiami fino a che l'immagine non si ferma su John, ormai fuori controllo, nell'atto di mettersi sull'attenti salutando alla maniera nazista.

## Curiosità
- La squadra di calcio che fa da sfondo al film, lo Shadwell Town F.C., ha dato il nome ad un ex gruppo ultras del Rimini, chiamato appunto Shadwell Group, fondato nel 1999 e scioltosi nel 2013.
- Lo stadio dove è ambientata la vicenda è quello del Watford Football Club, squadra di proprietà di Elton John fino al 2001 e della quale oggi è Presidente onorario, ed i colori giallo-nero del club sono i medesimi indossati dai calciatori e dai supporters dello Shadwell.
- Bob, gestore del pub "Rock" e capo-ultras, è interpretato da Warren Clarke, il drugo Dim del film Arancia meccanica.